# Like Dreamers Do
Like Dreamers Do är en låt skriven av Lennon-McCartney - troligen huvudsakligen Paul McCartney. Låten spelades in av The Beatles, som då fortfarande hade Pete Best på trummor vid en audition för skivbolaget Decca Records den 1 januari 1962. Producent var Mike Smith. The Beatles fick inte något skivkontrakt och inspelningarna var under lång tid outgivna. På 1970- och 1980-talen gick de att få tag på via olagliga piratskivor, s.k. bootlegs. En sådan var The Decca Tapes.
Totalt spelade The Beatles in 15 melodier vid detta tillfälle. Tre av dessa - Like Dreamers Do, Hello Little Girl och Love of the Loved var egna låtar komponerade av John Lennon och Paul McCartney. Resten var s.k. covers eller standardlåtar. 1983 gavs de 12 coverlåtarna ut legalt på LP:n The Complete Silver Beatles. Like Dreamers Do kom ut legalt för första gången på dubbel-CD:n Anthology 1 1995.
The Beatles spelade aldrig in låten på nytt. I stället gavs den till gruppen The Applejacks, som gav ut den på skiva i juli 1964. Inspelningsledare var Mike Leander. Skivan nådde # 20 på UK Singles Chart. 
The Beatles version senare släpptes på Anthology 1.